# Bjarne Johnsen (sagfører)
 For alternative betydninger, se Bjarne Johnsen. (Se også artikler, som begynder med Bjarne Johnsen)
Bjarne Johnsen (født 16. maj 1920 i Asmild, død 7. november 2006) var en dansk landsretssagfører, fiskeri- og skovejer.
Han var søn af overretssagfører Jon Johnsen og hustru Karen Margrethe f. Morville (død 1979), blev student fra Viborg Katedralskole 1938 og var aktiv i modstandsbevægelsen. Johnsen blev cand.jur. 1945 og var sagførerfuldmægtig i København indtil 1947, derefter i Viborg, blev landsretssagfører 1948. Han var medindehaver af Jon Johnsen, Chr. Ejstrup, G. Morville og Bjarne Johnsen (nu: Advokatfirmaet Johnsen og Dalberg) fra 1950 til 1986. Han var Ridder af Dannebrog.
Han blev gift 1. gang 12. august 1945 med Lajla Elsebel (3. maj 1919 i Aarhus – 1971), datter af overretssagfører I.C. Hald (død 1946) og hustru Erna født Flach-Bundegaard (død 1947) og gift 2. gang 16. maj 1975 med Bodil Skou (3. november 1924 i Hirtshals), datter af læge Karl Nordal Skou (død 1944) og hustru og hustru baronesse Minna Haxthausen født Koopmann (død 1984).
Han blev begravet fra Asmild Kirke.